# Chionea (Chionea) pusilla
Chionea (Chionea) pusilla is een tweevleugelige uit de familie steltmuggen (Limoniidae). De soort komt voor in het Palearctisch gebied.